# Le Tonnerre de Dieu
Pour plus de détails, voir Fiche technique et Distribution.
Le Tonnerre de Dieu est une comédie dramatique ouest-germano-italo-française réalisée par Denys de La Patellière et sortie en 1965.

## Synopsis
Léandre Brassac est un vieux vétérinaire. Il est fortuné et érudit ; mais il est aussi misanthrope, irascible et alcoolique. Il habite avec sa femme Marie un grand manoir près de Nantes ; il y élève quelques chevaux et recueille des chiens abandonnés.
Au cours d’un déplacement à Nantes, Brassac se laisse aller à la boisson dans un bar du Quai de la Fosse où il a ses habitudes. Il remarque Simone, une prostituée débutante. Il décide la ramener chez lui afin de la soustraire, au moins pour un temps, à son environnement.
À leur arrivée, Marie, blasée des frasques de Léandre, accepte cette présence.
Simone se plaît au manoir et son séjour se prolonge ce qui déplaît à Marcel, son souteneur. Quand ce dernier devient menaçant, Léandre n’hésite pas à réagir violemment, la confrontation tourne à son avantage et Marcel renonce à Simone.
La cause profonde du mal-être des époux Brassac est qu’ils n’ont pas eu d’enfants. Un soir, Léandre, complètement ivre, en fait de façon odieuse le reproche à Marie qui en est bouleversée. C’est Simone, qui est devenue pour eux une sorte de fille adoptive, qui le tance.
Peu après, les gendarmes viennent prévenir Léandre que la présence d’une prostituée à son domicile leur a été signalée et que cela pourrait être assimilé à du proxénétisme. Léandre prend l’avertissement au sérieux car son caractère ombrageux lui a valu des inimitiés dans le voisinage et des antécédents judiciaires. Il se rend à Paris pour solliciter Bricard, un ami d’enfance devenu ministre, qui intervient auprès de la préfecture pour que Simone soit défichée.
À son retour à Nantes Léandre invite Marie au restaurant — ce qu’il n’avait pas fait depuis dix ans. Ce repas romantique leur permet de s’expliquer et de se donner à nouveau des marques d’affection.
Le même soir, alors que Simone est seule au manoir, un orage affole les chevaux. Désemparée elle fait appel à Roger, le propriétaire de la ferme voisine.
Simone et Roger se plaisent et se voient en cachette. Elle ne lui cache rien de son passé mais tient à ce que leur histoire reste secrète, par égard envers Léandre autant que par crainte de sa réaction.
La sœur de Roger – Françoise – tente de les convaincre de mettre fin à cette relation. Mais Roger est sûr de lui et rassure Simone sur ses sentiments. Elle lui annonce alors qu’elle est enceinte.
L’ultime manigance de Françoise est d’aller au manoir déplorer cette mésalliance. Avant de la congédier, Léandre lui annonce que, si Simone se marie avec son frère, il leur offrira une exploitation comprenant cent hectares et une maison Louis XIII. Il demande toutefois à Marie de garder le silence car il tient à ce que Simone lui parle de ce projet d’union elle-même.
Mais Simone n’ose pas, ce qui déçoit son père adoptif et impatiente son fiancé.
C’est Roger lui qui va demander la main de Simone à Léandre et qui lui annonce la grossesse.
Contre toute attente, Brassac exulte ; il annonce la nouvelle à Marie en ces termes : « on va avoir un petit ! »
Tout à sa joie il se rend à Nantes, après avoir dévalisé un magasin de  puériculture, il offre une tournée générale au bar du Quai de la Fosse. À Marcel qui lui demande s’il va être père il répond que non : il va être grand-père.

## Fiche technique
- Titre original français : Le Tonnerre de Dieu
- Titre italien : Matrimonio alla francese
- Titre allemand : Auch eine französische Ehe ou Herr auf Schloß Brassac
- Réalisation : Denys de La Patellière
- Scénario : D'après le roman Qui m'emporte de Bernard Clavel (Éditions Robert Laffont)
- Adaptation : Denys de La Patellière, Pascal Jardin
- Dialogues : Pascal Jardin
- Assistants réalisateurs : Roberto Bedegas, Franco Contini
- Images : Marcel Grignon, Walter Wottitz
- Opérateur : Charles-Henry Montel, assisté de Bob Pater, Jean-Claude Gaillard
- Son : Jean Rieul, assisté de Vartan Karakeusian
- Perchman : Marcel Corvaisier
- Décors : Robert Clavel, assisté d'Henri Morin et Marc Desages
- Costumes : Jacques Fonteray
- Montage : Claude Durand, assistée de Florence Renard
- Musique : Georges Garvarentz (Éditions Robert Salvet)
- Orchestration : Maurice J. Helison
- Script-girl : Colette Crochot
- Photographe de plateau : Marcel Dole
- Régisseur général : Paul Dufour, assisté de Pierre Darçay
- Administrateur de production : Paul Maigret
- Ensembliers : Pierre Charron, Henri Vergnes
- Accessoiristes : Maurice Terrasse, Jean Vergne
- Costumier : Jacques Fonteray
- Habilleuses : Jeannine Vergne, Micheline Bonnet, Mariette Chabrol
- Maquillage : Jacky Bouban, Maguy Vernadet, Yvonne Gasperina
- Coiffeuse : Huguette Lalaurette
- Pellicule 35 mm - noir et blanc - procédé Franscope - Ratio : 2,35:1 - Son : Monophonique
- Enregistrement : Société Westrex S.O.R
- Tirage : Laboratoire Franay L.T.C Saint-Cloud
- Générique : Jean Fouchet
- Tournage dans les studios de Boulogne-Billancourt et au château de Bois Chevalier à Legé (Loire-Atlantique)
- Sociétés de production : Les Films Copernic (Paris), Fida Cinematografica (Rome), Gloria Films (Munich)
- Directeur de production : Ralph Baum
- Chef de production : Raymond Danon, Maurice Jacquin
- Distribution : Comacico
- Affichiste : Clément Hurel/Jouineau Bourduge (France)
- Pays de production :  France,  Italie,  Allemagne de l'Ouest
- Langue originale : français
- Genre : Comédie dramatique
- Durée : 91 min
- Visa d'exploitation : 30.041
- Dates de sortie : 
  - France : 8 septembre 1965
  - Allemagne de l'Ouest : 12 novembre 1965
  - Italie : 1965

## Distribution
La production est ouest-germano-italo-française : la distribution compte donc deux actrices allemandes (Lilli Palmer et Ellen Schwiers) ainsi qu'une actrice et un acteur italiens (Emma Danieli et Nino Vingelli).
- Jean Gabin : Léandre Brassac
- Lilli Palmer : Marie Brassac
- Michèle Mercier : Simone Leboucher
- Robert Hossein : Marcel, le barbillon
- Georges Géret : Roger, le voisin
- Ellen Schwiers (doublée par Jacqueline Porel) : Françoise, la sœur de Roger
- Daniel Ceccaldi : le curé
- Paul Frankeur : Maurice, le maréchal des logis
- Louis Arbessier : Bricard, le ministre
- Emma Danieli : la riche dame au teckel
- Nino Vingelli : le patron du bistrot
- Hélène Tossy : la patronne du bistrot
- Paul Pavel : un ami de Marcel
- Léa Gray : l'ancienne sous-maîtresse
- Danielle Durou : une fille
- Lydie Balmer : une fille
- Nicole Beurggrave : une fille
- Mireille Galot : une fille
- André Dalibert : un client de Simone
- Édouard Francomme : le serveur du restaurant
- Franck Maurice : un homme sortant avec des valises

NB : François Nadal double Georges Géret dans la scène de l'orage, lorsqu'il calme les chevaux dans l'écurie.[réf. nécessaire]

## Critiques
Pour Télérama , « Gabin ne sauve pas ce mauvais drame aux dialogues misogynes ».